# Liste des maires de Thorigny-sur-Oreuse, de Fleurigny et de Saint-Martin-sur-Oreuse

## Liste des maires  de Thorigny
1. 1791 Jean Thorailler, laboureur
2. 1793 Pierre Siron
3. 1823 Fiacre-Étienne Jérôme
4. 1823-1830 Jean-Pierre Lafey

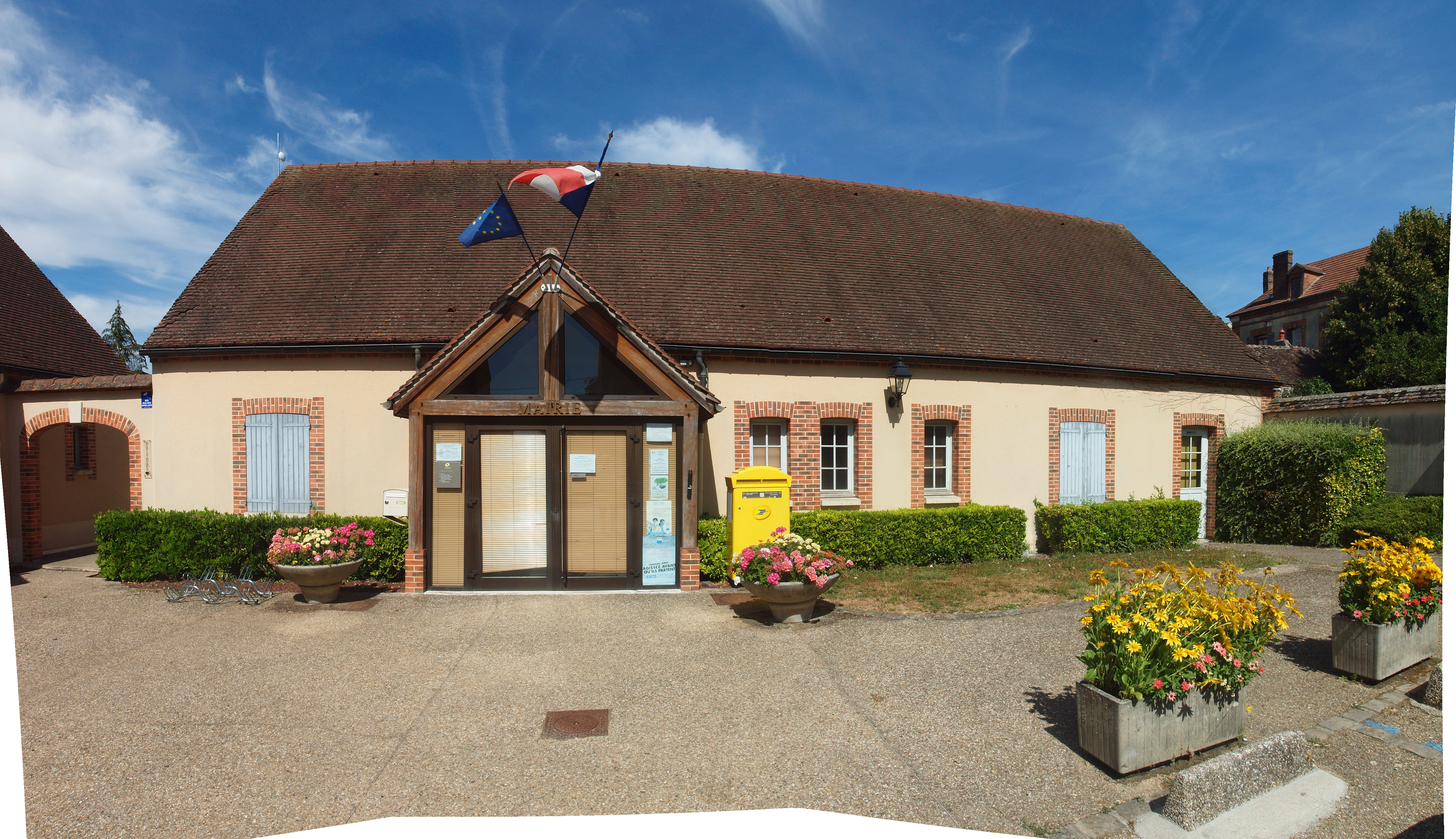
La mairie de Thorigny.

5. 1831-1839 Edme-Antoine Barbier, officier de santé
6. 1848 Louis-Henri Richer
7. 1848-1858 Pierre-Constantin Bonjour, marchand
8. 1858-1870 Prosper Vaillant
9. 1870-1871 Apollone Bonjour, marchand de bois et de tuiles
10. 1871-1882 Prosper Vaillant
11. 1882-1890 Charles-Joseph Jolly
12. 1890-1896 Eugène Rayer, notaire
13. 1896-1900 Savinien Boudier
14. 1900-1919 Auguste Bréard
15. 1919-1921 Abel-Amédée Reboullat, notaire
16. 1922-1935 Télesphore Bourcier
17. 1935 Alfred Lesourd
18. 1935-1946 Jean Juste Clément
19. 1947-1954 Louis Lesourd
20. 1954-1960 René Meuvret, boucher
21. 1960-1971 Marcel Bodard
22. 1972-1978 Marcel Meuvret, épicier
23. René Dupuis, facteur
24. Hubert Ahang, médecin généraliste
25. 2001- 2005 Denise Lesourd, clerc de notaire retraitée
26. 2005-2008 Lucien Eymonin, cultivateur
27. 2008-2014 Michel Sieper, directeur de collège
28. 2014-2026 Pierrick Bardeau

| Période                                  | Période | Identité | Étiquette | Qualité |
| ---------------------------------------- | ------- | -------- | --------- | ------- |
| Les données manquantes sont à compléter. |         |          |           |         |

## Liste des maires de Fleurigny
1. 1792-1808 Pierre Verot

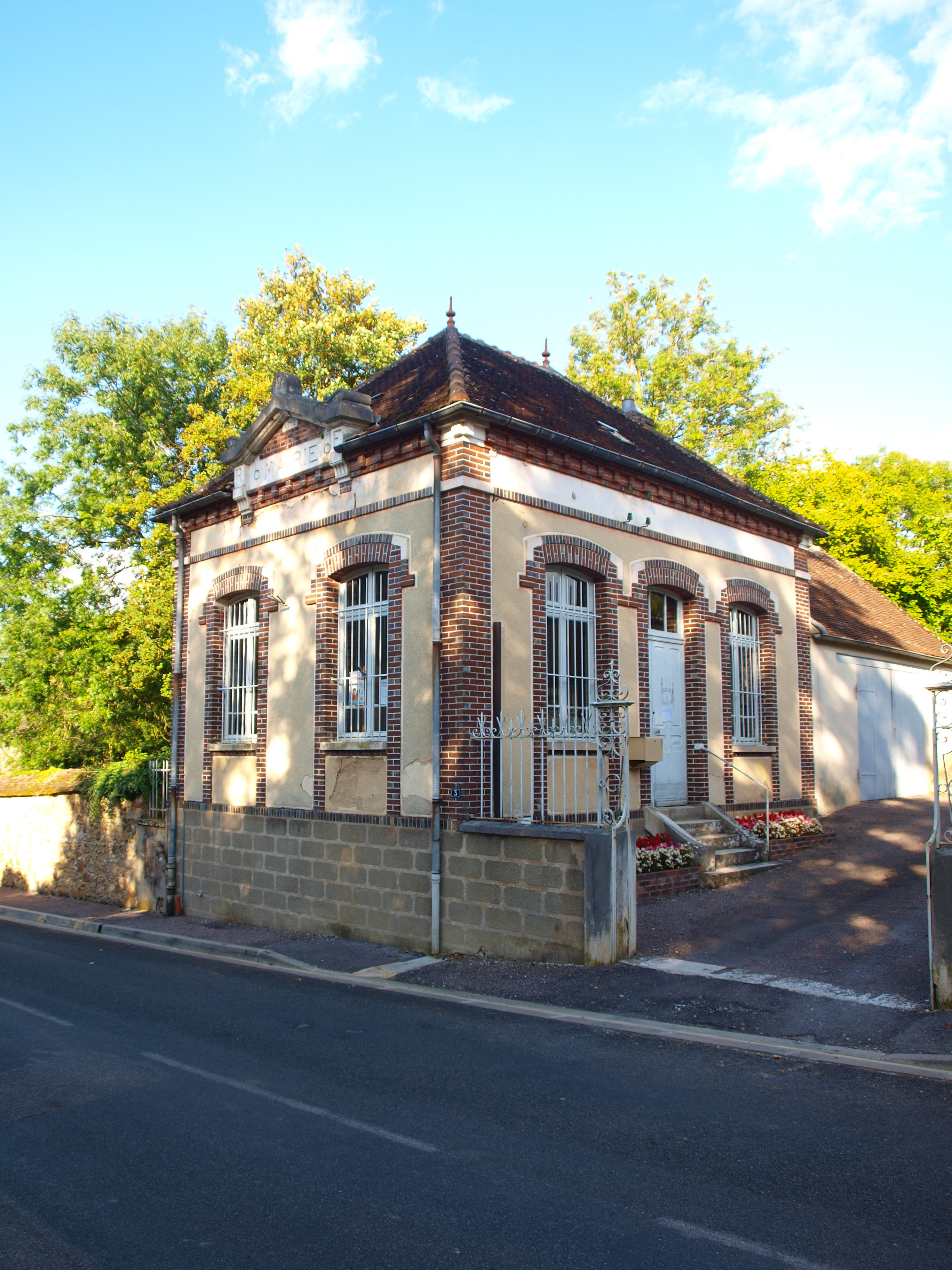
La mairie de Fleurigny.

2. 1808-1813 et 1831 Louis-Auguste-Edouard Leclerc de Fleurigny
3. 1848 Simon-Cyr Prin, propriétaire

| Période                                  | Période | Identité | Étiquette | Qualité |
| ---------------------------------------- | ------- | -------- | --------- | ------- |
| Les données manquantes sont à compléter. |         |          |           |         |

## Liste des maires de Saint-Martin-sur-Oreuse

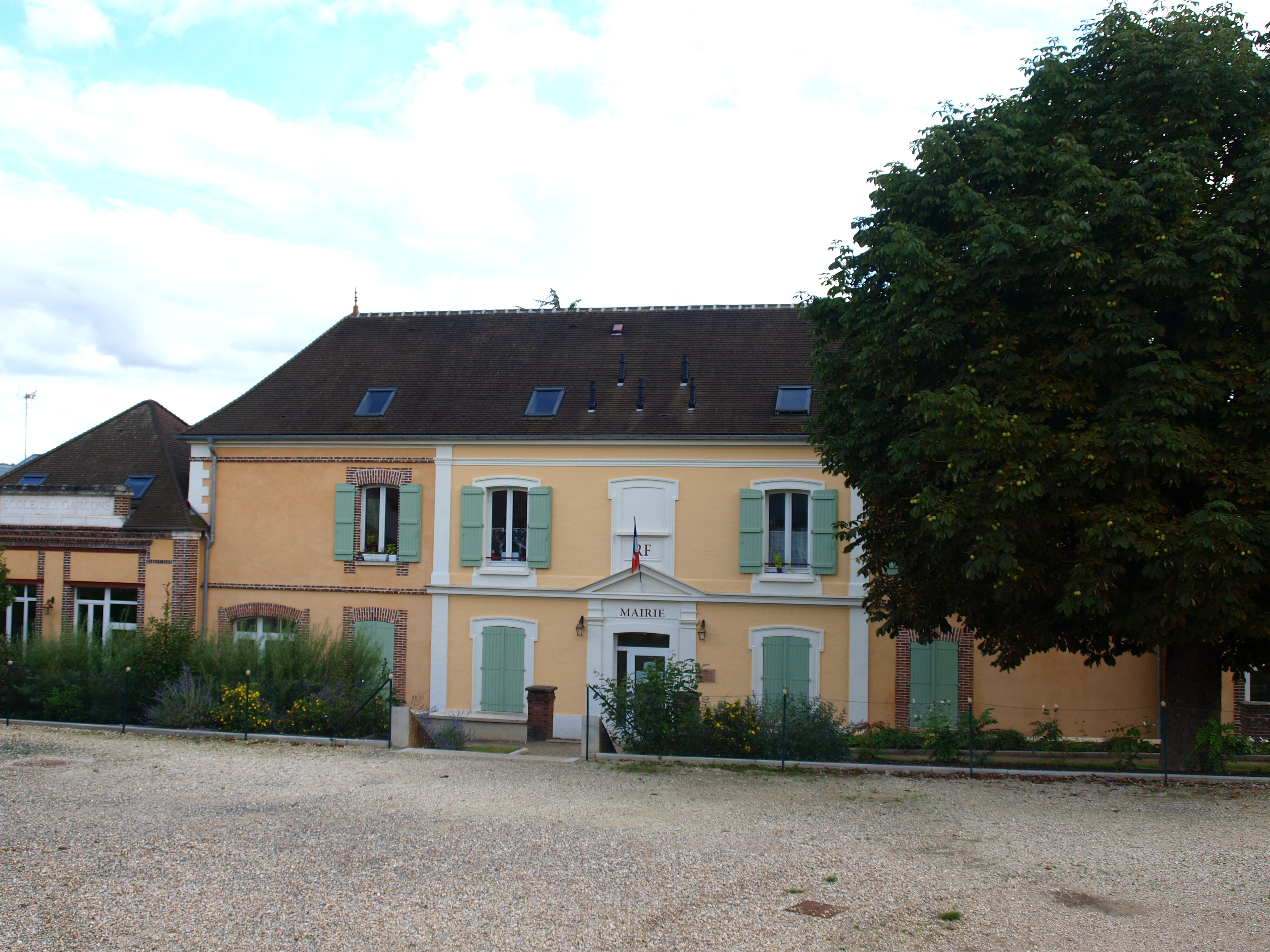
La mairie-école de Saint-Martin-sur-Oreuse.

1. 1795 Étienne-Hubert Cartault drapier
2. 1800 Alexandre Cartault
3. 1804-1807 Jacques-François Denisot, ancien curé de la paroisse
4. 1808-1812 Haudebault
5. 1813-1831 Laurent-François Condaminet

| Période                                  | Période | Identité | Étiquette | Qualité |
| ---------------------------------------- | ------- | -------- | --------- | ------- |
| Les données manquantes sont à compléter. |         |          |           |         |

## Pour approfondir